# Leucatomis sabularea
Leucatomis sabularea är en fjärilsart som beskrevs av William Schaus 1906. Leucatomis sabularea ingår i släktet Leucatomis och familjen nattflyn. Inga underarter finns listade i Catalogue of Life.